# Фотометрический парадокс
Фотометри́ческий парадо́кс (парадокс О́льберса, парадокс Шезо́ — О́льберса) — один из парадоксов дорелятивистской космологии, заключающийся в том, что в стационарной Вселенной, равномерно заполненной звёздами (как тогда считалось), яркость неба (в том числе ночного) должна быть примерно равна яркости солнечного диска. В теории в космологической модели Большого Взрыва этот парадокс полностью разрешается посредством учёта конечности скорости света и конечности возраста Вселенной.

## Сущность парадокса

Анимация добавления звёзд слой за слоем

B бесконечной статической Вселенной, всё пространство которой заполнено звёздами, всякий луч зрения должен оканчиваться на звезде, аналогично тому, как в густом лесу мы обнаруживаем себя окружёнными «стеной» из разноудалённых деревьев. Поток энергии излучения, принимаемого от звезды, уменьшается обратно пропорционально квадрату расстояния до неё. Но угловая площадь (телесный угол), занимаемая на небе каждой звездой, также уменьшается обратно пропорционально квадрату расстояния, из чего следует, что поверхностная яркость звезды (равная отношению потока энергии к телесному углу, занимаемому на небе звездой) не зависит от расстояния. Поскольку наше Солнце является во всех отношениях типичной звездой, то поверхностная яркость звезды в среднем должна быть равна поверхностной яркости Солнца. Когда мы смотрим в какую-то точку неба, мы видим звезду с той же поверхностной яркостью, что и Солнце; поверхностная яркость соседней точки должна быть такой же, и вообще во всех точках неба поверхностная яркость должна быть равна поверхностной яркости Солнца, поскольку в любой точке небосвода должна находиться какая-нибудь звезда. Следовательно, всё небо (независимо от времени суток) должно быть таким же ярким, как и поверхность Солнца.

## История парадокса

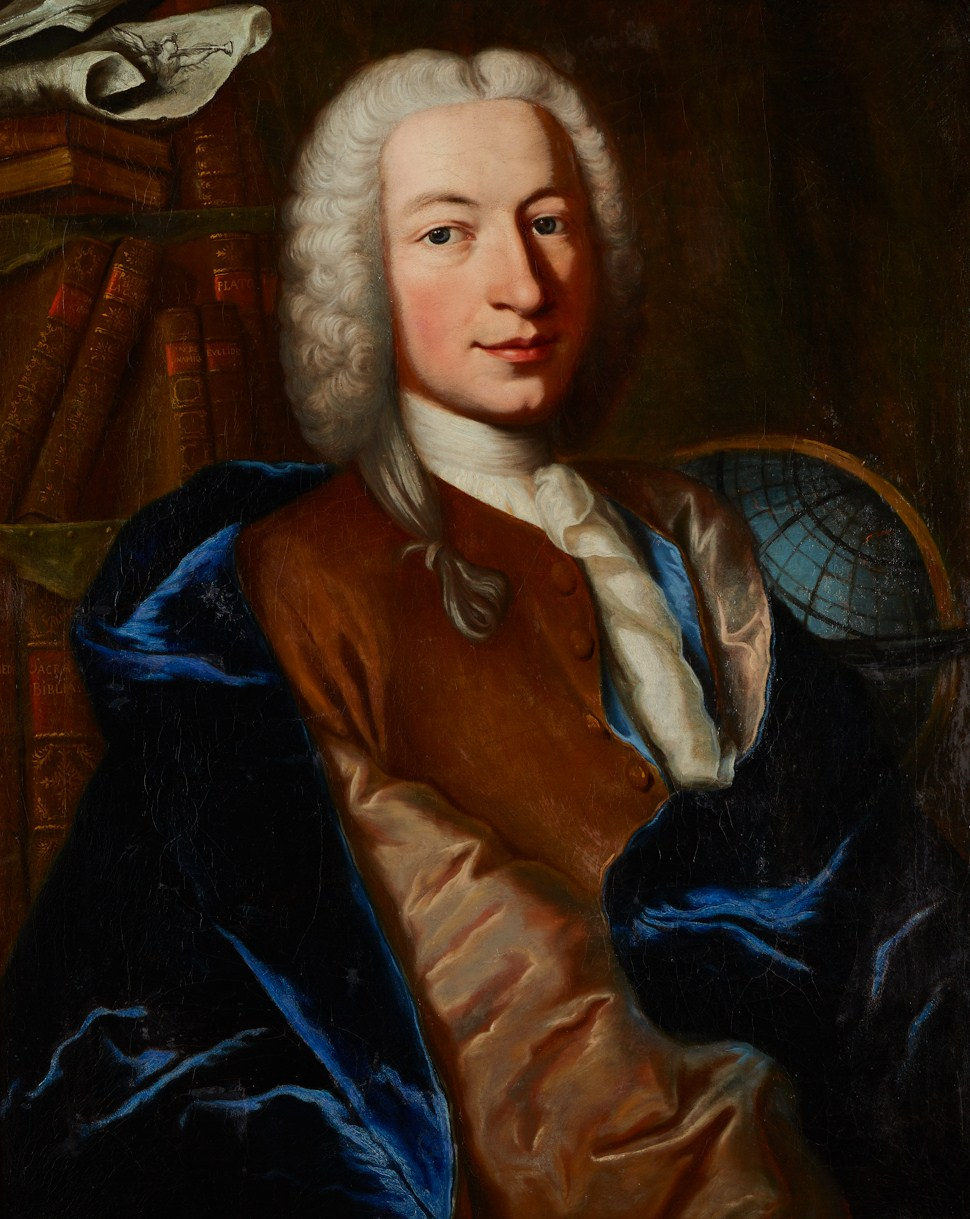
Жан Филипп де Шезо

Впервые этот парадокс сформулировал во всей его полноте швейцарский астроном Жан-Филипп Луи де Шезо (1718—1751) в 1744 году, хотя аналогичные мысли высказывали ранее и другие учёные, в частности, Томас Диггес, Иоганн Кеплер, Отто фон Герике и Эдмунд Галлей. Иногда фотометрический парадокс называется парадоксом Ольберса в честь астронома, который привлёк к нему внимание в XIX веке.
Историки науки обнаружили, что впервые проблема была упомянута в 1720 году английским астрономом Эдмундом Галлеем, затем, независимо от него, в 1742 году её сформулировал Жан Филипп де Шезо и дал на неё ответ, в принципе не отличающийся от предложенного в 1823 году Ольберсом.
Шезо и Ольберс предполагали разрешить этот парадокс предположением, что облака космической пыли экранируют свет далёких звёзд. Однако (как впервые отметил Джон Гершель в 1848 году) это объяснение неправильно: в однородной изотропной Вселенной в силу закона сохранения энергии пыль сама должна нагреваться и светиться так же ярко, как звёзды. Другое объяснение, фрактальная космология, заключалось в том, что бесконечная Вселенная устроена иерархически, подобно матрёшке: каждая материальная система входит в состав системы более высокого уровня, так что средняя плотность излучателей света по мере роста масштабов стремится к нулю. Такое мнение впервые высказал Джон Гершель в 1848 году, математически обосновал Карл Шарлье в 1908 и 1922 годах. Однако это предположение не имеет поддержки современных космологов, так как противоречит наблюдательным данным по изотропии реликтового излучения. Общепринятым основанием современной космологии является космологический принцип, согласно которому Вселенная однородна и изотропна.

## Разрешение парадокса

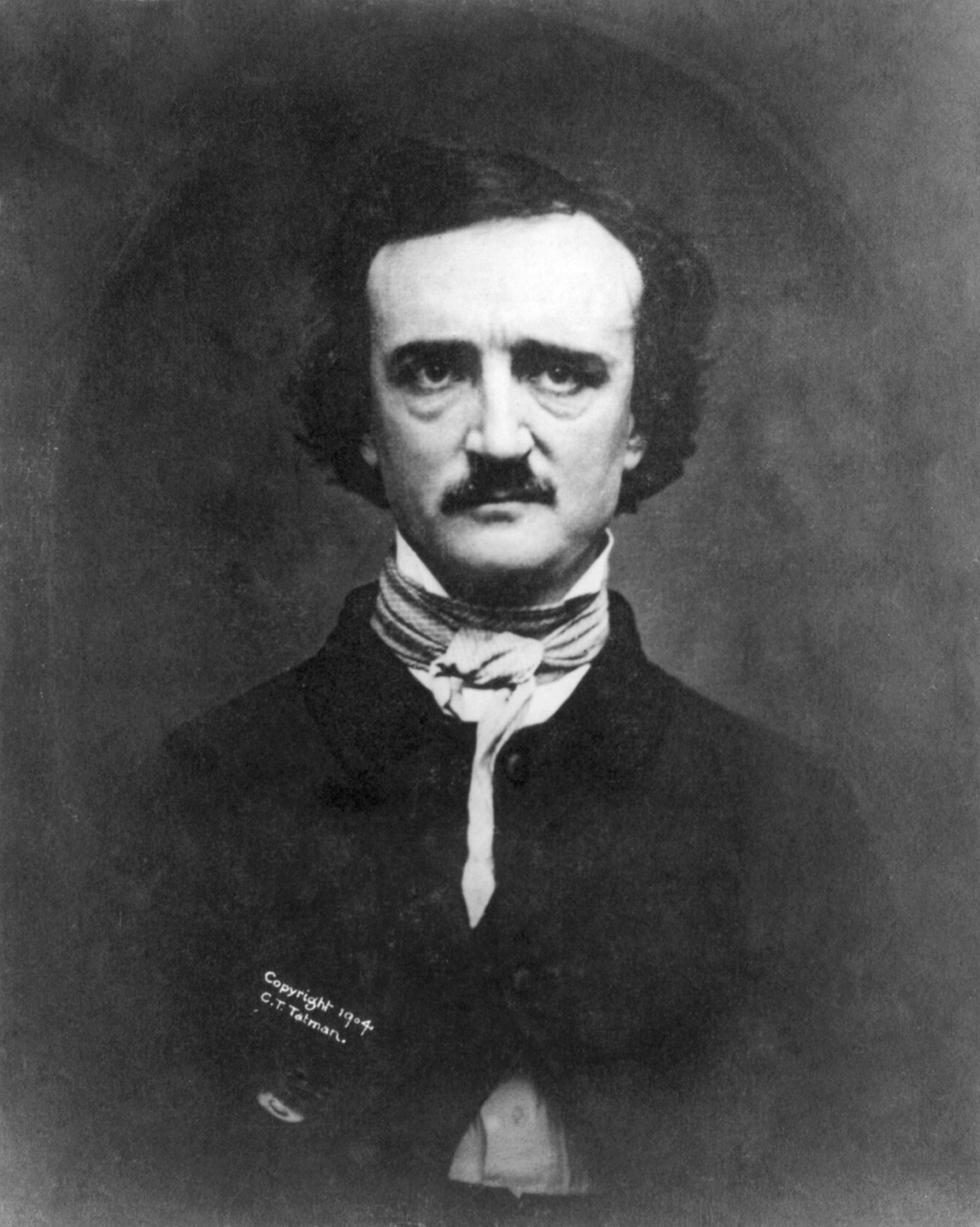
Эдгар Аллан По

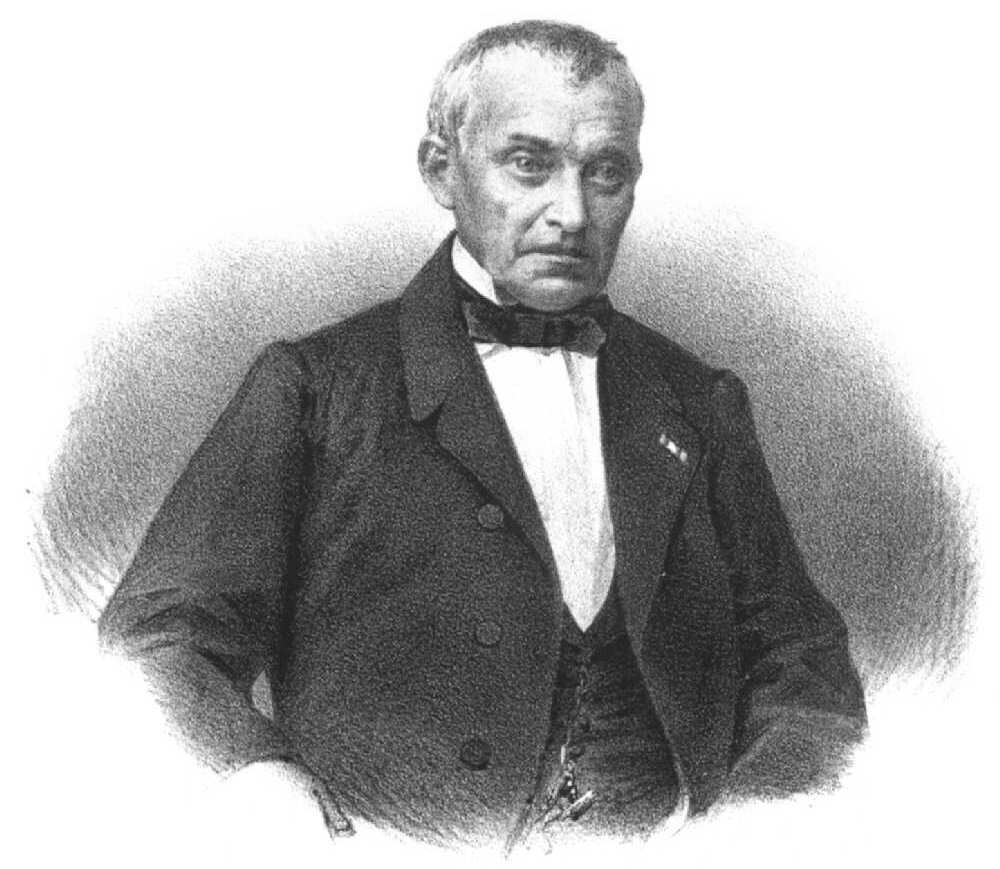
Иоганн Генрих фон Медлер

Правильное объяснение фотометрического парадокса содержится в космологической поэме Эдгара По «Эврика» (1848):
Мы можем верить или не верить в конечное или бесконечное пространство<...>
Нет астрономического вымысла менее приемлемого, и не было другого, за который бы более цепко держались, чем этот вымысел об абсолютной беспредельности Вселенной Звезд.<...> 

Если бы непрерывность звезд была бесконечна, тогда бы заднее поле неба являло нам единообразную светящесть, подобную исходящей от Млечного Пути, - ибо безусловно не было бы точки, на всем этом заднем поле, где не существовало бы звезды. Единственный способ поэтому, при таком положении вещей, понять пустоты, что открывают наши телескопы в бесчисленных направлениях, предположить, что рассеяние от незримого заднего поля так несметно, что ни один его луч доселе совершенно не мог нас достигнуть. Что это может быть так, кто решится отрицать? Я утверждаю, просто, что у нас нет даже тени причины веровать, что это так. 
Поскольку эта поэма не является научным сочинением, авторство можно приписать также немецкому астроному Иоганну Медлеру (1861). 
Подробное математическое рассмотрение этого решения было дано Уильямом Томсоном (лордом Кельвином) в 1901 году. Оно основано на конечности возраста Вселенной и конечности скорости света. Поскольку (по современным данным) более 13 млрд лет назад во Вселенной не было галактик и квазаров, свет от самых далёких звёзд, которые мы в принципе можем наблюдать, идёт около 13 млрд лет. Это устраняет основную предпосылку фотометрического парадокса — то, что звёзды расположены на любых, сколь угодно больших расстояниях от нас. Вселенная, наблюдаемая на бо́льших расстояниях, настолько молода, что звёзды ещё не успели в ней образоваться. Иначе говоря, свет от очень далёких звёзд ещё не успел до нас дойти за время существования Вселенной. Заметим, что это нисколько не противоречит космологическому принципу, из которого следует безграничность Вселенной: ограничена не Вселенная, а только та часть её, которая доступна наблюдениям.
Некоторый вклад в уменьшение яркости ночного неба вносит и красное смещение галактик. Действительно, так как вселенная расширяется, и далекие галактики движутся с некоторой скоростью от Земли, то вследствие эффекта Доплера длины волн излучения из этих галактик тем больше, чем больше расстояние до них. Длина волны связана с энергией фотона по формуле {\displaystyle E={\frac {hc}{\lambda }}}. Поэтому энергия фотонов, принимаемых нами от дальних галактик, меньше, чем их энергия в момент излучения. Далее, если из галактики с красным смещением вылетают два фотона с интервалом времени δt, то интервал между принятием этих двух фотонов на Земле будет больше  δt. Действительно, ведь второму фотону нужно преодолеть большее расстояние, так как источник излучения за время δt отдалился от Земли. Таким образом, и энергия фотонов, и число регистрируемых в единицу времени фотонов уменьшается, а следовательно уменьшается и интенсивность излучения от далеких галактик. В итоге мы получаем, что суммарная энергия, поступающая к нам от далёких галактик, меньше, чем если бы эта галактика не удалялась от нас вследствие космологического расширения.